# 口孜集站
口孜集站是一个阜淮线上的铁路车站，位于安徽省阜阳市口孜镇，建于1982年，目前为四等站，邮政编码为236146。目前客运：办理旅客乘降；行李、包裹托运；货运：办理整车货物发到；危险货物仅办理农药、化肥发到；不办理怕湿货物发到。